# Frampton (Dorset)
Frampton è un villaggio e parrocchia civile dell'Inghilterra, appartenente alla contea del Dorset.